# San Antonio Ilotenango
San Antonio Ilotenango è un comune del Guatemala facente parte del dipartimento di Quiché.